# Валя-Абрузел
Валя-Абрузел (рум. Valea Abruzel) — село у повіті Алба в Румунії. Входить до складу комуни Бучум.
Село розташоване на відстані 307 км на північний захід від Бухареста, 39 км на північний захід від Алба-Юлії, 67 км на південний захід від Клуж-Напоки.

## Населення
За даними перепису населення 2002 року у селі проживали 122 особи, усі — румуни. Усі жителі села рідною мовою назвали румунську.